# FC Zug
FC Zug este o echipă din Elveția care acum joacă în 1. Liga.

## Lotul actual
Din 11 ianuarie 2010
| Nr. |                       | Poziție | Jucător         |
| --- | --------------------- | ------- | --------------- |
| 1   | Elveția               | P       | Patrick Priant  |
| 2   | Elveția               | F       | Kevin Schlumpf  |
| 4   | Serbia                | F       | Veljo Lapcevic  |
| 5   | Croația               | F       | Adnan Dacic     |
| 6   | Elveția               | M       | Michael Steiner |
| 7   | Elveția               | M       | Michael Keller  |
| 8   | Bosnia și Herțegovina | A       | Arnel Mehicic   |
| 9   | Serbia                | A       | Srdjan Aksic    |
| 10  | Brazilia              | M       | Erick Da Silva  |
| 11  | Elveția               | A       | Mergim Shoshaj  |
| 12  | Elveția               | A       | Diego Wigger    |

| Nr. |          | Poziție | Jucător            |
| --- | -------- | ------- | ------------------ |
| 13  | Elveția  | M       | Dusan Ilic         |
| 14  | Elveția  | M       | Patrick Kempf      |
| 15  | Elveția  | F       | Pascal Nussbaumer  |
| 16  | Elveția  | A       | Oliver Jäger       |
| 17  | Elveția  | F       | Eric Rey           |
| 18  | Elveția  | F       | Mario Caminada     |
| 19  | Italia   | M       | Davide Palatucci   |
| 20  | Brazilia | M       | Marcelo Alcantara  |
| 21  | Elveția  | M       | Yücel Erincik      |
| 22  | Elveția  | A       | Michael Stadelmann |
| 23  | Elveția  | P       | Michele Mollo      |

## Jucători notabili
- Selver Hodžić
- Johan Neeskens
- Jean-Daniel Gross
- Dragoljub Salatic
- Skumbim Sulejmani
- Vero Salatić
- Lucio Esposito
- Jan Berger
- Lars Lunde
- Marco Grassi
- Ottmar Hitzfeld
- Rolf Fringer
- Martin Andermatt
- Thomas Wyss